# Loxosomella velatum
Loxosomella velatum är en bägardjursart som först beskrevs av Harmer 1915.  Loxosomella velatum ingår i släktet Loxosomella och familjen Loxosomatidae. Inga underarter finns listade i Catalogue of Life.